# Guglielmo d'Assia-Philippsthal-Barchfeld (1831-1890)
Guglielmo d'Assia-Philippsthal-Barchfeld (Burgsteinfurt, 3 ottobre 1831 – Rotenburg an der Fulda, 17 gennaio 1890) era un principe d'Assia-Philippsthal-Barchfeld e un contrammiraglio della marina prussiana.

## Biografia
Guglielmo era il figlio del langravio Carlo d'Assia-Philippsthal-Barchfeld, e della sua seconda moglie, la principessa Sofia di Bentheim e Steinfurt, figlia di Luigi di Bentheim e Steinfurt.

## Carriera
Dopo aver prestato servizio come cadetto e ufficiale di guardia nella Royal Danish Navy e nella British Royal Navy, Guglielmo si unì alla Marina prussiana il 29 gennaio 1854 come tenente di prima classe. Nell'estate del 1854 prestò servizio come ufficiale comandante della corvetta Amazone. Il 15 ottobre 1854 fu promosso al grado di Korvettenkapitän. Nell'inverno del 1855/56, fu capitano della 2ª divisione dell'Ammiragliato.
Allo stesso tempo prese il comando della corvetta Danzig, un incarico che ricoprì fino al novembre 1856. In questa nave partecipò a una spedizione sotto il comando dell'ammiraglio, il principe Adalberto in Africa. Durante il viaggio, Guglielmo entrò in conflitto con l'ammiraglio per le sue azioni punitive contro i Rifiani. Adalberto liberò Guglielmo dal servizio attivo per circa un mese fino alla Battaglia di Tres Forcas, il 7 agosto 1856. Dopo essere tornato a casa, Guglielmo fu nuovamente rilasciato dal servizio attivo (1856-1859). Durante questo periodo, fu promosso al rango di Kapitän zur See il 24 ottobre 1857.
Dopo il suo ritorno al servizio attivo, Guglielmo prese il comando della fregata Thetis da maggio al settembre 1859. Nell'aprile 1860, chiese il suo rilascio dal servizio attivo e il 22 marzo 1864 fu nominato Konteradmiral.
Durante la guerra franco-prussiana Guglielmo fu al servizio del governatore generale delle Terre costiere tedesche e del generale della fanteria Eduard Vogel von Falckenstein. Lo mandò al piroscafo armato St. George per i negoziati con il comandante delle forze armate francesi, il vice ammiraglio Martin Fourichon per dirgli che il bombardamento della costa tedesca avrebbe potuto provocare rappresaglie nella Francia occupata. A causa del corso della guerra, il blocco francese nel Mare del Nord fu cancellato dopo poco tempo.
Il 30 maggio 1872 fu nominato Konteradmiral à la suite della Kaiserliche Marine.

## Matrimoni

### Primo matrimonio
Sposò, il 27 dicembre 1857 a Kassel, la principessa Maria di Hanau-Hořowitz (22 agosto 1839-26 marzo 1917), figlia d'elettore Federico Guglielmo d'Assia; tuttavia, il Granduca d'Assia-Darmstadt considerò il matrimonio come morganatico e si rifiutò di riconoscere la loro progenie come legittimi principi d'Assia. Ebbero cinque figli: 
- Federico Guglielmo (2 novembre 1858-1 aprile 1902), sposò Anne Hollingsworth-Price, non ebbero figli;
- Carlo Guglielmo (18 maggio 1861-18 ottobre 1938), sposò Anne Elise Strehlow, non ebbero figli;
- Sofia Augusta Elisabetta (8 giugno 1864-4 marzo 1919), sposò il conte Ferdinando di Ysenburg-Büdingen;
- Alice (7 ottobre 1867-23 novembre 1868);
- Carolina Luisa (12 dicembre 1868-21 novembre 1959), sposò il principe Rodolfo di Lippe-Biesterfeld.

La coppia divorziò il 18 marzo 1872 e Maria perse il diritto di usare il titolo di Principessa d'Assia. Quattro anni dopo, il 28 luglio 1876, lei e i suoi figli furono designati Principi e Principesse di Ardeck.

### Secondo matrimonio
Sposò, il 16 agosto 1873 a Burgsteinfurt, sua nipote (figlia della sua sorellastra maggiore Berta) la principessa Giuliana di Bentheim e Steinfurt (5 gennaio 1842-29 aprile 1878). Ebbero quattro figli:
- Berta Luisa Ottilie Augusta Adelaide Maria (25 ottobre 1874-19 febbraio 1919), sposò Leopoldo IV di Lippe;
- Clodoveo Alessio Ernesto (30 luglio 1876-17 novembre 1954);
- Edoardo Ernesto Alessio Ermanno Filippo (21 aprile 1878-5 gennaio 1879);
- Giuliano Carlo Giorgio Guglielmo (21 aprile 1878-1 settembre 1878).

### Terzo matrimonio
Sposò, il 23 agosto 1879 a Burgsteinfurt, la principessa Adelaide di Bentheim e Steinfurt (17 maggio 1840-31 gennaio 1880), la sorella maggiore della sua seconda moglie. Il matrimonio durò solo cinque mesi e non ebbero figli.

### Quarto matrimonio
Sposò, il 6 dicembre 1884 al Stiftung Louisenlund, la principessa Augusta di Schleswig-Holstein-Sonderburg-Glücksburg (27 febbraio 1844-16 September 1932), figlia di Federico di Schleswig-Holstein-Sonderburg-Glücksburg. Ebbero un figlio:
- Christian Luigi Federico Adolfo Alessio Guglielmo Ferdinando (16 giugno 1889-19 ottobre 1971)

## Morte
Morì il 17 gennaio 1890 a Rotenburg an der Fulda.

## Ascendenza
|                                                                     |                                               |                                                            | Genitori                                                        |  |  | Nonni |  |  | Bisnonni                                    |  |  | Trisnonni                        |  |
|                                                                     |                                               |                                                            |                                                                 |  |  |       |  |  | 8. Guglielmo d'Assia-Philippsthal-Barchfeld |  |  | 16. Filippo d'Assia-Philippsthal |  |
|                                                                     |                                               |                                                            |                                                                 |  |  |       |  |  | 8. Guglielmo d'Assia-Philippsthal-Barchfeld |  |  | 16. Filippo d'Assia-Philippsthal |  |
|                                                                     |                                               | 17. Caterina Amalia di Solms-Laubach                       |                                                                 |  |  |       |  |  | 8. Guglielmo d'Assia-Philippsthal-Barchfeld |  |  |                                  |  |
| 4. Adolfo d'Assia-Philippsthal-Barchfeld                            |                                               |                                                            |                                                                 |  |  |       |  |  | 8. Guglielmo d'Assia-Philippsthal-Barchfeld |  |  |                                  |  |
|                                                                     |                                               | 9. Carlotta Guglielmina di Anhalt-Bernburg-Schaumburg-Hoym | 18. Lebrecht di Anhalt-Zeitz-Hoym                               |  |  |       |  |  |                                             |  |  |                                  |  |
|                                                                     |                                               | 9. Carlotta Guglielmina di Anhalt-Bernburg-Schaumburg-Hoym | 18. Lebrecht di Anhalt-Zeitz-Hoym                               |  |  |       |  |  |                                             |  |  |                                  |  |
|                                                                     |                                               | 9. Carlotta Guglielmina di Anhalt-Bernburg-Schaumburg-Hoym | 19. Eberardina Giacoma di Weede                                 |  |  |       |  |  |                                             |  |  |                                  |  |
| 2. Carlo d'Assia-Philippsthal-Barchfeld                             |                                               | 9. Carlotta Guglielmina di Anhalt-Bernburg-Schaumburg-Hoym |                                                                 |  |  |       |  |  |                                             |  |  |                                  |  |
|                                                                     |                                               | 10. Antonio Ulrico di Sassonia-Meiningen                   | 20. Bernardo I di Sassonia-Meiningen                            |  |  |       |  |  |                                             |  |  |                                  |  |
|                                                                     |                                               | 10. Antonio Ulrico di Sassonia-Meiningen                   | 20. Bernardo I di Sassonia-Meiningen                            |  |  |       |  |  |                                             |  |  |                                  |  |
|                                                                     |                                               | 10. Antonio Ulrico di Sassonia-Meiningen                   | 21. Elisabetta Eleonora di Brunswick-Wolfenbüttel               |  |  |       |  |  |                                             |  |  |                                  |  |
| 5. Luisa di Sassonia-Meiningen                                      |                                               | 10. Antonio Ulrico di Sassonia-Meiningen                   |                                                                 |  |  |       |  |  |                                             |  |  |                                  |  |
|                                                                     |                                               | 11. Carlotta Amalia d'Assia-Philippsthal                   | 22. Carlo I d'Assia-Philippsthal                                |  |  |       |  |  |                                             |  |  |                                  |  |
|                                                                     |                                               | 11. Carlotta Amalia d'Assia-Philippsthal                   | 22. Carlo I d'Assia-Philippsthal                                |  |  |       |  |  |                                             |  |  |                                  |  |
|                                                                     |                                               | 11. Carlotta Amalia d'Assia-Philippsthal                   | 23. Carolina Cristina di Sassonia-Eisenach                      |  |  |       |  |  |                                             |  |  |                                  |  |
| 1. Guglielmo d'Assia-Philippsthal-Barchfeld                         |                                               | 11. Carlotta Amalia d'Assia-Philippsthal                   |                                                                 |  |  |       |  |  |                                             |  |  |                                  |  |
|                                                                     | 12. Carlo Paolo Ernesto di Bentheim-Steinfurt | 24. Federico di Bentheim e Steinfurt                       |                                                                 |  |  |       |  |  |                                             |  |  |                                  |  |
|                                                                     | 12. Carlo Paolo Ernesto di Bentheim-Steinfurt | 24. Federico di Bentheim e Steinfurt                       |                                                                 |  |  |       |  |  |                                             |  |  |                                  |  |
|                                                                     | 12. Carlo Paolo Ernesto di Bentheim-Steinfurt | 25. Francesca Carlotta di Lippe-Detmold                    |                                                                 |  |  |       |  |  |                                             |  |  |                                  |  |
| 6. Luigi di Bentheim e Steinfurt                                    | 12. Carlo Paolo Ernesto di Bentheim-Steinfurt |                                                            |                                                                 |  |  |       |  |  |                                             |  |  |                                  |  |
|                                                                     |                                               | 13. Carlotta Sofia di Nassau-Siegen                        | 26. Federico Guglielmo II di Nassau-Siegen                      |  |  |       |  |  |                                             |  |  |                                  |  |
|                                                                     |                                               | 13. Carlotta Sofia di Nassau-Siegen                        | 26. Federico Guglielmo II di Nassau-Siegen                      |  |  |       |  |  |                                             |  |  |                                  |  |
|                                                                     |                                               | 13. Carlotta Sofia di Nassau-Siegen                        | 27. Sofia Polissena di Sayn-Wittgenstein und Hohenstein         |  |  |       |  |  |                                             |  |  |                                  |  |
| 3. Sofia di Bentheim e Steinfurt                                    |                                               | 13. Carlotta Sofia di Nassau-Siegen                        |                                                                 |  |  |       |  |  |                                             |  |  |                                  |  |
|                                                                     |                                               | 14. Federico di Schleswig-Holstein-Sonderburg-Glücksburg   | 28. Filippo Ernesto di Schleswig-Holstein-Sonderburg-Glücksburg |  |  |       |  |  |                                             |  |  |                                  |  |
|                                                                     |                                               | 14. Federico di Schleswig-Holstein-Sonderburg-Glücksburg   | 28. Filippo Ernesto di Schleswig-Holstein-Sonderburg-Glücksburg |  |  |       |  |  |                                             |  |  |                                  |  |
|                                                                     |                                               | 14. Federico di Schleswig-Holstein-Sonderburg-Glücksburg   | 29. Cristina di Sassonia-Eisenberg                              |  |  |       |  |  |                                             |  |  |                                  |  |
| 7. Giuliana Guglielmina di Schleswig-Holstein-Sonderburg-Glücksburg |                                               | 14. Federico di Schleswig-Holstein-Sonderburg-Glücksburg   |                                                                 |  |  |       |  |  |                                             |  |  |                                  |  |
|                                                                     |                                               | 15. Enrichetta Augusta di Lippe-Detmold                    | 30. Simone Enrico Adolfo di Lippe-Detmold                       |  |  |       |  |  |                                             |  |  |                                  |  |
|                                                                     |                                               | 15. Enrichetta Augusta di Lippe-Detmold                    | 30. Simone Enrico Adolfo di Lippe-Detmold                       |  |  |       |  |  |                                             |  |  |                                  |  |
|                                                                     |                                               | 15. Enrichetta Augusta di Lippe-Detmold                    | 31. Giovanna Guglielmina di Nassau-Idstein                      |  |  |       |  |  |                                             |  |  |                                  |  |
|                                                                     |                                               | 15. Enrichetta Augusta di Lippe-Detmold                    |                                                                 |  |  |       |  |  |                                             |  |  |                                  |  |